# ローウェル・ジョージ
ローウェル・トマス・ジョージ（Lowell George、1945年4月13日 - 1979年6月29日）は、アメリカカリフォルニア州出身のミュージシャン。ルーツ・ロック・バンドのリトル・フィートのリーダーでボーカリスト兼ギタリスト。

## 来歴
毛皮商人の家庭で、西海岸カリフォルニア州ハリウッドで生まれた。幼いころより音楽に親しみ、初めて憶えた楽器はハーモニカで、ギターは11歳ごろに憶えた。両親はクラシック音楽が好きだったため、彼はクラシックのハーモニカやフルートを演奏していた。フルート演奏をやめた理由は、ローランド・カークの演奏を見たことなど、複数の理由によるといわれている。また、サクソフォーンやシタールなども演奏した。学生時代には後にリトル・フィートのメンバーとなるポール・バレアと共にギターを演奏している。
1965年にザ・ファクトリーというバンドを結成するが、シングル1枚を発表しただけで解散した。次にザ・スタンデルズ（The Standells）に2か月ほど加入した後、1968年11月から1969年5月まで、フランク・ザッパが率いるザ・マザーズ・オブ・インヴェンション（以下、MOI）でギタリストとして活動した。ジョージはMOIからの脱退について、1975年のリトル・フィートのライブで「ドラッグについて歌った曲を書いたため、それを嫌がったザッパにより解雇された」と語っている。
MOIの同僚だったロイ・エストラーダ（ベース・ギター）らとリトル・フィートを結成して、ボーカルとリード・ギターを担当しスライド・ギターも演奏した。バンド外ではヴァン・ダイク・パークス、ジョン・ケイル、ハリー・ニルソン、ミーターズ、はっぴいえんど、矢野顕子などのセッションに参加している。音楽プロデューサーとしても活動し、グレイトフル・デッドの1978年のアルバム『シェイクダウン・ストリート』やヴァレリー・カーターなどをプロデュースしている。モーリス・ホワイトの弟フレディ・ホワイトを、バンドの正式ドラマーに起用しようとしたこともあったが、実現しなかった。
1970年代後半頃から薬物中毒などの影響で体調が悪化し、バンド内の主導権をめぐる相違もあって活動も滞りがちになる。1978年に集大成的なライブ盤『ウェイティング・フォー・コロンブス』を発表した後、リトル・フィートを解散してソロ活動に入る。1979年には生涯唯一となったソロ・アルバム『特別料理 イート・イット・ヒア』を発表するが、6月15日から始まった同アルバム・ツアー中、6月29日のヴァージニア州アーリントンでホテル滞在中に倒れ、ドラッグのオーバードーズによる心不全で死去した。34歳没。遺灰はサンフランシスコにて彼の使用していた釣り舟から太平洋に撒かれた。

## 使用機材
- フェンダー・ストラトキャスター1972年製ワンストリングガイドのナチュラル・メイプルネック、ホワイト・メイプルネックの2本を愛用。
- 上記ストラトのリアピックアップはフェンダー・テレキャスターの物に替えてある。
- エフェクターはMXRのコンプレッサー、ダイナコンプ。
- アンプはカスタムメイドのハワードダンブル。
- スライドバーはシアーズ・クラフツマンのソケットレンチ11/16inch
- ギターのチューニングはスタンダードチューニング（E-A-D-G-B-E）の2、3、4弦を1音上げたオープンAチューニング (E-A-E-A-C#-E) にしている。オープンGチューニングより弦の張りがありクリーンで明るい音が得られるからと言っている[5]。
- 弦はフェンダーのF-50と言うフラットワウンド弦を使用していた[6]。

日本のミュージシャンでは鈴木茂、桑田佳祐などがジョージの奏法に影響を受けている。

## ディスコグラフィ

### アルバム
- 『特別料理 イート・イット・ヒア』 - Thanks, I'll Eat It Here (1979年、Warner Bros.)
- 『アーリィ・イヤーズ』 - Lightning-Rod Man (1993年、Bizarre/Straight) ※ザ・ファクトリー時代の未発表音源のコンピレーション

### シングル
- "What Do You Want The Girl To Do" / "20 Million Things" (1979年、Warner Bros.)
- "Cheek To Cheek" / "Honest Man" (1979年、Warner Bros.)

### 参加作品
- John Cale / Paris 1919 (1973年)
- Chico Hamilton / The Master (1973年、Chico Hamilton Featuring Lowell George & Little Feat名義)

#### 編集アルバム
- 『バーント・ウィーニー・サンドウィッチ』– Burnt Weeny Sandwich (1970年）
- 『いたち野郎』– Weasels Ripped My Flesh (1970年）
- You Can't Do That on Stage Anymore, Vol. 1 (Rykodisc、1988年)
- You Can't Do That on Stage Anymore, Vol. 4 (Rykodisc、1991年)
- You Can't Do That on Stage Anymore, Vol. 5 (Rykodisc、1992年)
- 『ミステリー・ディスク』 – The Mystery Disc (Rykodisc、1998年)